# Bruguières
Pour les articles homonymes, voir Bruguière.
Bruguières est une commune française située dans le sud-ouest de la France, dans le nord du département de la Haute-Garonne, en région Occitanie. Sur le plan historique et culturel, la commune est dans le Frontonnais, un pays entre Garonne et Tarn constitué d'une succession de terrasses caillouteuses qui ont donné naissance à de riches terroirs, réputés pour leus vins et leurs fruits.
Exposée à un climat océanique altéré, elle est drainée par l'Hers-Mort et par divers autres petits cours d'eau.
Bruguières est une commune urbaine qui compte 5 908 habitants en 2022, après avoir connu une forte hausse de la population depuis 1975. Elle appartient à l'unité urbaine de Toulouse et fait partie de l'aire d'attraction de Toulouse. Ses habitants sont appelés les Bruguiérois ou Bruguiéroises.

## Géographie

### Localisation
1. Carte dynamique
2. Carte Openstreetmap
3. Carte topographique
4. Carte avec les communes environnantes

Bruguières se situe au nord de la Haute-Garonne, dans le Pays Toulousain. Elle fait partie de la banlieue nord de Toulouse, de son unité urbaine et de son aire urbaine. Elle est distante, à vol d'oiseau, de 15 km du centre-ville de Toulouse, de 32 km de Montauban et de 576 km de Paris.

### Communes limitrophes
Bruguières est limitrophe de sept autres communes.
Les communes limitrophes sont Saint-Sauveur, Castelginest, Cépet, Gratentour, Lespinasse, Saint-Alban et Saint-Jory.
| Saint-Jory | Saint-Sauveur | Cépet        |
| Lespinasse | Bruguières    | Gratentour   |
|            | Saint-Alban   | Castelginest |

### Géologie et relief
La commune de Bruguières est établie sur la première terrasse de la Garonne en rive droite, dans la plaine toulousaine de la Garonne.
La superficie de la commune est de 903 hectares ; son altitude varie de 116  à   175 mètres.

### Hydrographie

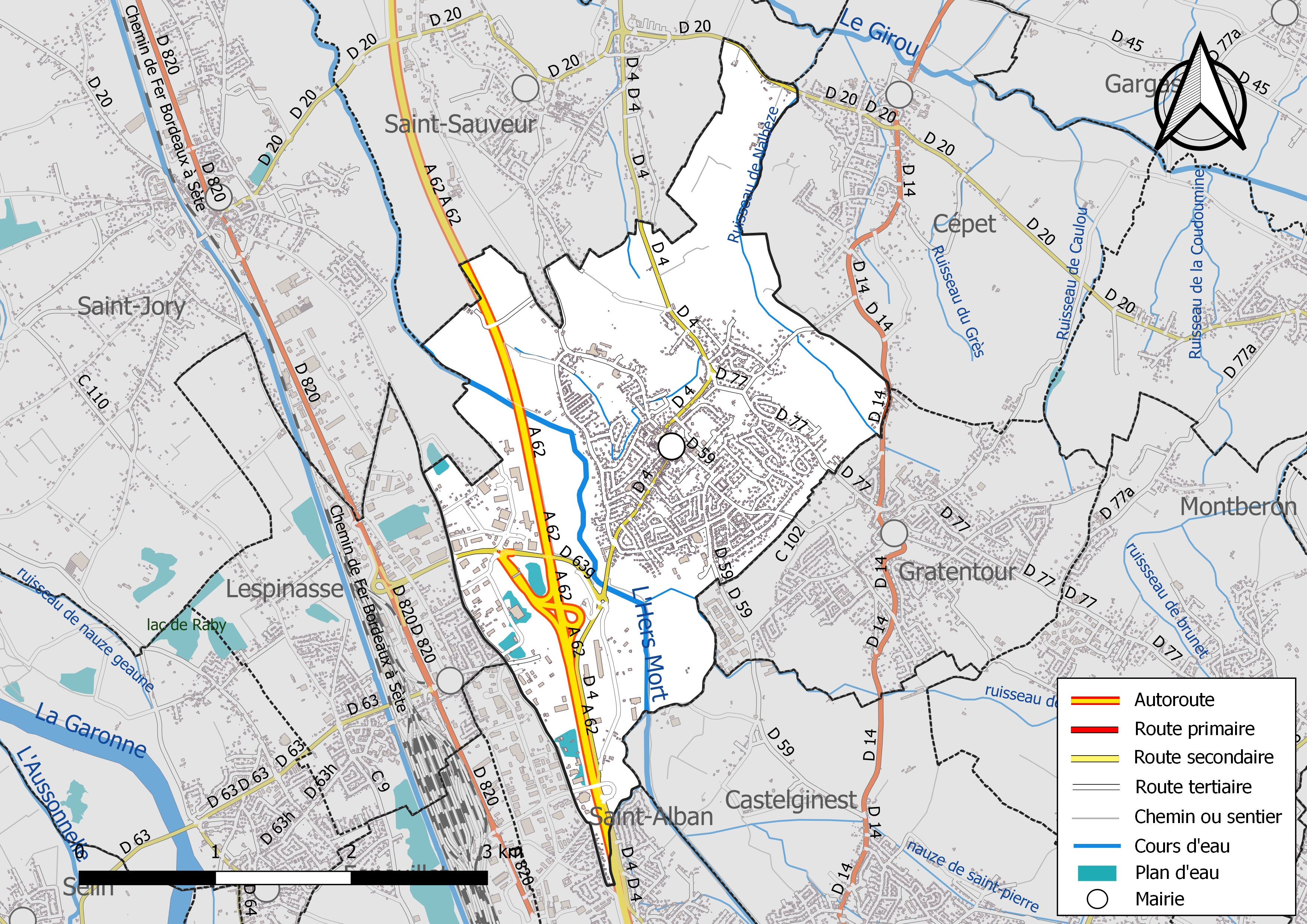
Réseaux hydrographique et routier de Bruguières.

La commune est dans le bassin de la Garonne, au sein du bassin hydrographique Adour-Garonne. Elle est drainée par l'Hers-Mort, le ruisseau de fongauzy, le ruisseau de Nalbèze et par divers petits cours d'eau, constituant un réseau hydrographique de 10 km de longueur totale,.
L'Hers-Mort, d'une longueur totale de 89,3 km, prend sa source dans la commune de Laurac et s'écoule du sud-est vers le nord-ouest. Il traverse la commune et se jette dans la Garonne à Grenade, après avoir traversé 40 communes.

### Climat
Pour des articles plus généraux, voir Climat de l'Occitanie et Climat de la Haute-Garonne.
En 2010, le climat de la commune est de type climat du Bassin du Sud-Ouest, selon une étude s'appuyant sur une série de données couvrant la période 1971-2000. En 2020, Météo-France publie une typologie des climats de la France métropolitaine dans laquelle la commune est exposée à un climat océanique altéré et est dans la région climatique  Aquitaine, Gascogne, caractérisée par une pluviométrie abondante au printemps, modérée en automne, un faible ensoleillement au printemps, un été chaud (19,5 °C), des vents faibles, des brouillards fréquents en automne et en hiver et des orages fréquents en été (15 à 20 jours).
Pour la période 1971-2000, la température annuelle moyenne est de 13,2 °C, avec une amplitude thermique annuelle de 16 °C. Le cumul annuel moyen de précipitations est de 727 mm, avec 9,6 jours de précipitations en janvier et 5,7 jours en juillet. Pour la période 1991-2020, la température moyenne annuelle observée sur la station météorologique la plus proche, située sur la commune de Blagnac à 10 km à vol d'oiseau, est de 14,2 °C et le cumul annuel moyen de précipitations est de 627,0 mm,. Pour l'avenir, les paramètres climatiques de la commune estimés pour 2050 selon différents scénarios d’émission de gaz à effet de serre sont consultables sur un site dédié publié par Météo-France en novembre 2022.

## Urbanisme

### Typologie
Au 1er janvier 2024, Bruguières est catégorisée ceinture urbaine, selon la nouvelle grille communale de densité à sept niveaux définie par l'Insee en 2022.
Elle appartient à l'unité urbaine de Toulouse, une agglomération inter-départementale regroupant 81  communes, dont elle est une commune de la banlieue,,. Par ailleurs la commune fait partie de l'aire d'attraction de Toulouse, dont elle est une commune de la couronne,. Cette aire, qui regroupe 527 communes, est catégorisée dans les aires de 700 000 habitants ou plus (hors Paris),.

### Occupation des sols

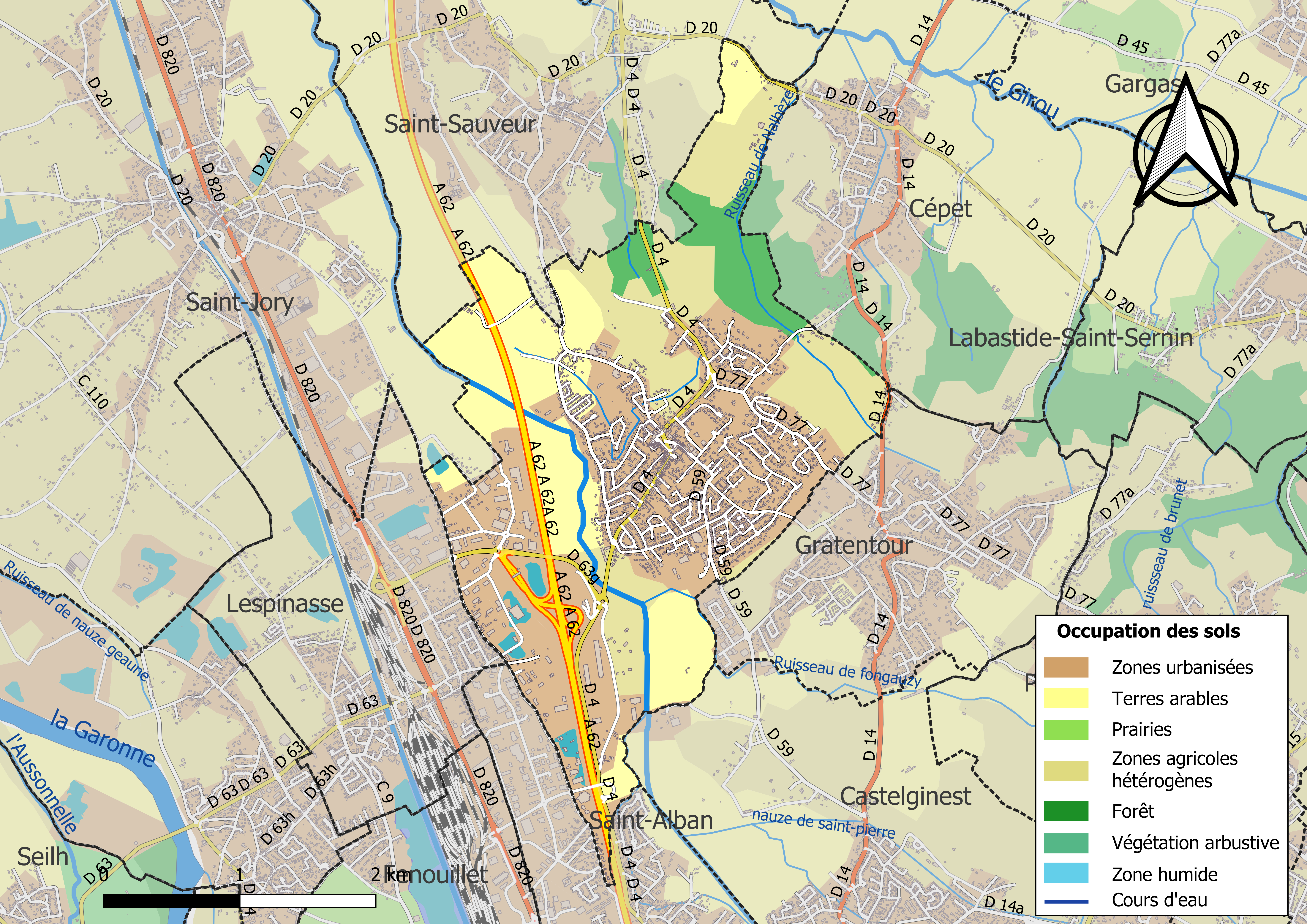
Carte des infrastructures et de l'occupation des sols de la commune en 2018 (CLC).

L'occupation des sols de la commune, telle qu'elle ressort de la base de données européenne d’occupation biophysique des sols Corine Land Cover (CLC), est marquée par l'importance des territoires artificialisés (51,2 % en 2018), en augmentation par rapport à 1990 (19,5 %). La répartition détaillée en 2018 est la suivante :
zones urbanisées (31,8 %), terres arables (21,6 %), zones agricoles hétérogènes (20,2 %), zones industrielles ou commerciales et réseaux de communication (19,4 %), forêts (6,7 %), prairies (0,4 %). L'évolution de l’occupation des sols de la commune et de ses infrastructures peut être observée sur les différentes représentations cartographiques du territoire : la carte de Cassini (XVIIIe siècle), la carte d'état-major (1820-1866) et les cartes ou photos aériennes de l'IGN pour la période actuelle (1950 à aujourd'hui).

### Morphologie urbaine
Les habitations sont regroupées à Bruguières autour de l'hôtel de ville. On ne compte pas (ou très peu) d'habitations isolées, la commune étant particulièrement dense. Les centres-villes de Bruguières et Gratentour sont par ailleurs « collés » l'un à l'autre, et aujourd'hui la commune se densifie de plus en plus.

### Logement
En 2014, le nombre total de logements dans la commune était de 2 314, alors qu'il était de 2 020 en 2009.
Parmi ces logements, 93,7 % étaient des résidences principales, 0,5 % des résidences secondaires et 5,7 % des logements vacants. Ces logements étaient pour 76,6 % d'entre eux des maisons individuelles et pour 23,2 % des appartements.
La proportion des résidences principales, propriétés de leurs occupants était de 65,2 %, en nette baisse par rapport à 2009 (70,4 %). La commune compte 54 logements HLM, en nette hausse par rapport à 2009 (22).

### Voies de communication et transports

#### Voies routières
La commune est traversée par l'autoroute A62, qui relie Toulouse à Bordeaux, accessible par la sortie 11. Le temps de trajet dans des conditions de circulation normales est de 10 minutes entre la mairie de Bruguières et l'entrée du périphérique de Toulouse. Néanmoins, les routes sont souvent saturées dans le secteur et les temps de parcours allongés, surtout aux heures de pointe.
L'artère principale desservant la commune est la RD 4 (Fronton - Toulouse). Les RD 77 (Bruguières - Pechbonnieu) et 59 (Bruguières - Launaguet) complètent la maillage routier de la commune.

#### Transports en commun
- La desserte en transports en commun est relativement importante à Bruguières. La ville est desservie par des bus du réseau Tisséo et par des autocars du réseau liO Arc-en-Ciel.
- Les bus Tisséo, le réseau de transports desservant Toulouse et sa banlieue, desservent la commune plus ou moins tous les jours de manière régulière. Trois lignes desservent la commune :
  - La ligne 69 qui dessert finement Bruguières et qui rejoint la station La Vache en 30 minutes en passant par Gratentour, Castelginest, Saint Alban et Aucamville.
  - La ligne 131 qui relie la zone industrielle de Bruguières à la ligne L10 en 10 minutes.
  - La ligne 33 qui dessert la commune uniquement le dimanche en partant de la mairie de Bruguières jusqu'aux stations de métro Borderouge en 40 minutes et Argoulets en 45 minutes.
- Les autocars liO Arc-en-Ciel desservant Bruguières sont plus destinés à relier Toulouse et sa banlieue depuis la couronne plus lointaine. Ils complètent la desserte de la ville mais n'en constituent pas l'essentiel. La ligne 351 dessert la ville en traversant la rue principale du nord au sud. Elle effectue des liaisons entre Villemur-sur-Tarn (40 minutes depuis Bruguières) et la gare routière de Toulouse (30 minutes de la ville).
- La gare la plus proche est la gare de Saint-Jory, située à une dizaine de kilomètres du centre, desservie par des trains TER Occitanie effectuant des liaisons entre Toulouse-Matabiau, Montauban et Brive-la-Gaillarde. Les dessertes sont régulières et permettent de rejoindre la gare Matabiau, située en centre-ville de Toulouse, en moins de 15 minutes.

### Risques naturels et technologiques
La commune est située en zone inondable, du fait de la proximité de la Garonne et du passage de l'Hers-Mort sur la commune. On compte également un risque de mouvements de terrain et de retraits-gonflements des sols argileux. Le risque de séisme à Bruguières est de 1/5 (très faible).
Avec 5 installations industrielles à Bruguières et plusieurs classées Seveso à proximité, la commune est concernée par un risque industriel approuvé sur l'ensemble de son territoire. Il y a également un risque en cas de rupture de barrage, et, comptant 31 anciens sites industriels sur la commune, ceux-ci peuvent représenter un risque.

## Toponymie
Bruguières tire son nom des brugues qui fleurissaient ses coteaux. Le mot occitan bruguièra désigne précisément un terrain où poussent les bruyères. La forêt recouvrant non seulement les hauteurs comme aujourd'hui, mais aussi la plaine de chaque côté de l'Hers.

## Histoire

### Moyen Âge
On a découvert 2 sarcophages mérovingiens en 1979 lors des travaux du péage de l'autoroute A62.
De même, en 2004, lors de la construction d'un lotissement à La Mouline, il a été repéré des vestiges de céramiques et d'amphores romaines, à proximité d'un ancien cimetière des environs XIe siècle. Ces découvertes ont donné lieu à un sauvetage archéologique permettant la fouille du site du Moyen Âge. Plus de 330 sépultures et plus de 180 fosses diverses (silo, dépotoir, extraction, etc.) ont été fouillées, cernant l'occupation à un cimetière daté au radiocarbone entre le VIIIe siècle et le XIIIe siècle, associé à un habitat médiéval.
Le nom du village de Bruguières apparaît dans le cartulaire de l'abbaye de Saint-Sernin comme étant en sa possession après avoir été dépendant de celle de Moissac.
Une église déjà dédiée à saint Martin est mentionnée en 1080.
À la fin du Moyen Âge, à l'époque de la guerre de Cent Ans, le village s'entoure d'une enceinte fortifiée, comme tous les villages des alentours. En subsiste la disposition resserrée des maisons autour d'un puits, ainsi que le nom de rue du Fort.
Cependant, on crée hors les murs une vaste place rectangulaire (plus grande que celle du Capitole de Toulouse) avec sur le côté est le château du Castelet (banque). On y trouvait le four banal, la forge, une fontaine.

### Ancien Régime
En 1511, il est décidé de refaire l'église en reprenant ce qui restait de l'église primitive romane. Elle n'est terminée qu'en 1538. Sa consécration solennelle n'interviendra que le 20 mai 1550. Peu après, en 1562, elle fut incendiée par des « Reistres » allemands à la solde des protestants de Montauban.
Plus tard, côté nord, Georges d'Olive, seigneur de Bruguières construit en 1657 l'actuel château.
Un autre château se situait au Petit Paradis (ou paravis), c'est-à-dire sur la bretelle d'accès vers Toulouse de l'autoroute A62. Il a été vendu et démoli en 1845.
La plupart des terres appartenaient à de riches toulousains. Les habitants étaient surtout des paysans employés à la journée. Les coteaux sont alors garnis de nombreuses vignes.
Le pont sur l'Hers existait au XVIIe siècle.On s'acquittait d'un péage pour le franchir. Auparavant, on franchissait la rivière à gué, comme en témoigne le nom de Gamouna (gué des moines), situé sur le chemin de Bruguières au monastère de Lespinasse (fondé en 1114).
La rivière Hers a été détournée en 1778 en supprimant le grand méandre en amont du pont. La chaussée du moulin de La Mouline elle, avait déjà été détruite en 1771.
En 1786, on réaménage la côte de Bruguières en coupant tout droit.

#### Les seigneurs de Bruguières
La juridiction de Bruguières est passée entre de nombreuses mains jusqu’au XVIe siècle. Puis en 1560, le seigneur de Saint-Jory, Michel Dufaur († 1561), président du Parlement de Toulouse, rachète la juridiction de Bruguières.
Ses enfants Charles Dufaur († 1575), puis Pierre Dufaur (1540-1600) président du Parlement et fait baron par Henri IV, lui succéderont.
Le fils de ce dernier, Jacques Dufaur († 1616) conseiller au parlement, sera seigneur de Saint-Jory et Bruguières jusqu’en 1613.
Puis Jean d’Olive, avocat et syndic général du Languedoc (1579-1623) rachète la juridiction de Bruguières. Sa femme Marguerite d’Espaigne de Novital (1587-1653) prendra la suite.
Leur fils Georges d’Olive (1620-1693) marié avec Marie-Louise Dufaur (1612-1669,) fille du Jacques Dufaur précédemment cité, fut seigneur de Bruguières de 1638 à 1693 (55 ans).
Son fils Jean-François d’Olive (1645-1713) lui succède.
N’ayant qu’une fille Marie-Anne d’Olive, elle se marie avec François Brandouvin de Balaguier, marquis de Beaufort. Ce dernier sera seigneur de Bruguières jusqu’à sa mort en 1723.
Sa veuve, Marie-Anne d’Olive, prendra la suite jusqu’à ce soit leur fils, Joseph de Beaufort, lieutenant (1711-1765), qui reprenne le titre.
Un de leurs 11 enfants, Joseph-Michel de Beaufort, lui aussi militaire, (1746-1795) sera le dernier seigneur de Bruguières. Il connaîtra une fin tragique comme émigré aux côtés des Anglais à Quiberon en Vendée. Contrairement à son père qui résidait à Bruguières, ce dernier était plus souvent à Paris où il s’était marié en 1781.

## Politique et administration

### Tendances politiques et résultats
Politiquement, Bruguières semble être une commune avec une sensibilité de gauche.
À titre d'exemple, lors de l'élection présidentielle de 2017, à Bruguières, au premier tour, c'est Emmanuel Macron qui l'avait emporté avec 27,43 % des voix, suivi par Jean-Luc Mélenchon avec 20,64 % des voix, par Marine Le Pen avec 19,13 % des voix et par François Fillon avec 18,00 % des voix. Au second tour, c'est Emmanuel Macron qui l'avait emporté avec 67,76 % des voix face à Marine Le Pen avec 32,24 % des voix.
Cette tendance se confirme lors des élections locales, malgré l'élection d'un maire divers droite sur la commune depuis 2001.

### Administration municipale
Le nombre d'habitants au recensement de 2017 étant compris entre 5 000 habitants et 9 999 habitants, le nombre de membres du conseil municipal pour l'élection de 2020 est de vingt-neuf,.
Depuis quelques années, un conseil municipal des jeunes y a été créé.

### Rattachements administratifs et électoraux
Bruguières est située en région Occitanie, dans le département de la Haute-Garonne et l'arrondissement de Toulouse.
La commune est membre, depuis le redécoupage cantonal de 2014, du canton de Castelginest, comptant une dizaine de communes de la banlieue nord de Toulouse, avec plus de 52 000 habitants en 2015. Avant le redécoupage de 2014, Bruguières faisait partie de l'ex-canton de Fronton.
Bruguières fait également partie de la cinquième circonscription de la Haute-Garonne, qui englobe le nord-est du département, autour de Villemur-sur-Tarn, Fronton et Grenade, jusqu'à la banlieue nord de Toulouse. Le député du secteur est, en 2018, Jean-François Portarrieu, élu de La République En Marche.
Enfin, Bruguières est membre depuis 2011 de Toulouse Métropole, englobant la majeure partie de l'agglomération nord de Toulouse, ainsi que bien sûr Toulouse elle-même.

### Politique environnementale
La collecte et le traitement des déchets des ménages et des déchets assimilés ainsi que la protection et la mise en valeur de l'environnement se font dans le cadre de la communauté urbaine de Toulouse Métropole et de l'agence de l'environnement et de la maîtrise de l'énergie.

### Jumelages
Le jumelage avec la ville de  Xeraco (Espagne) a pris fin en 2014.

## Population et société

### Démographie
| 1793 | 1800 | 1806 | 1821 | 1831 | 1836 | 1841 | 1846 | 1851 |
| ---- | ---- | ---- | ---- | ---- | ---- | ---- | ---- | ---- |
| 350  | 394  | 413  | 457  | 536  | 539  | 557  | 561  | 560  |

| 1856 | 1861 | 1866 | 1872 | 1876 | 1881 | 1886 | 1891 | 1896 |
| ---- | ---- | ---- | ---- | ---- | ---- | ---- | ---- | ---- |
| 570  | 579  | 578  | 610  | 629  | 628  | 632  | 622  | 655  |

| 1901 | 1906 | 1911 | 1921 | 1926 | 1931 | 1936 | 1946 | 1954 |
| ---- | ---- | ---- | ---- | ---- | ---- | ---- | ---- | ---- |
| 607  | 627  | 586  | 533  | 591  | 599  | 638  | 566  | 669  |

| 1962 | 1968  | 1975  | 1982  | 1990  | 1999  | 2005  | 2006  | 2010  |
| ---- | ----- | ----- | ----- | ----- | ----- | ----- | ----- | ----- |
| 813  | 1 169 | 1 726 | 2 524 | 3 056 | 3 862 | 4 552 | 4 594 | 4 967 |

| 2015  | 2020  | 2022  | - | - | - | - | - | - |
| ----- | ----- | ----- | - | - | - | - | - | - |
| 5 526 | 6 005 | 5 908 | - | - | - | - | - | - |

| selon la population municipale des années : | 1968 | 1975 | 1982 | 1990 | 1999 | 2006 | 2009 | 2013 |
| Rang de la commune dans le département      | 61   | 49   | 44   | 46   | 42   | 41   | 41   | 41   |
| Nombre de communes du département           | 592  | 582  | 586  | 588  | 588  | 588  | 589  | 589  |

### Enseignement
Bruguières fait partie de l'académie de Toulouse.
En 2025 la commune compte 2 groupes scolaires, comptant au total 10 classes de maternelles et 16 classes élémentaires.
Pour l'enseignement secondaire, Bruguières fait partie du secteur du collège Jacques Mauré de Castelginest et du lycée Toulouse-Lautrec de Toulouse.
Centaure, un centre de formation continue pour la prévention et sécurité routières.

### Manifestations culturelles et festivités
Festival Echos et Merveilles, le Bascala salle de spectacle, 

### Loisirs
Base de loisirs, aire de jeux, 

### Santé
On compte deux médecins généralistes sur la commune, ainsi que de nombreux médecins sur les communes voisines. Les hôpitaux les plus proches sont situés à Toulouse.

### Sports
La commune compte un complexe sportif, contenant des gymnases, des terrains de football, rugby, et tennis, un dojo (Taekwondo, MMA et judo), une salle de musculation, un circuit de moto-cross, une salle de basket (le BBC), un boulodrome.
Bruguières compte un club de futsal, le Bruguières SC, classé en division 1 de Championnat de France de futsal.

### Médias
La commune édite un bulletin bimensuel d'informations.
Elle est couverte par les éditions de France 3 Occitanie et de La Dépêche du Midi.

### Cultes
La commune compte une église catholique, l'église Saint-Martin.

## Économie

### Revenus de la population et fiscalité
En 2014, le revenu fiscal médian par ménage était de 23 508 €. 68,5 % des ménages étaient alors imposables.

### Emploi
En 2014, la population âgée de 15 à 64 ans s'élevait à 3 501 personnes, parmi lesquelles on comptait 78,3 % d'actifs dont 70,6 % ayant un emploi et 7,7 % de chômeurs.
On comptait 2 660 emplois dans la zone d'emploi, contre 2 423 en 2009. Le nombre d'actifs ayant un emploi résidant dans la zone d'emploi étant de 2 490, l'indicateur de concentration d'emploi est de 106,8 %, ce qui signifie que la zone d'emploi offre un peu plus d'un emploi pour un habitant actif.

### Entreprises et commerces
Au 31 décembre 2015, Bruguières comptait 586 établissements : 5 dans l’agriculture-sylviculture-pêche, 50 dans l'industrie, 68 dans la construction, 389 dans le commerce-transports-services divers et 74 étaient relatifs au secteur administratif.
En 2016, 37 entreprises ont été créées à Bruguières, dont 25 par des autoentrepreneurs.

#### Agriculture
L'agriculture tient une place très infime à Bruguières : avec l'urbanisation, les terrains agricoles ne cessent de perdre du terrain au profit de lotissements ou de nouveaux logements. Les dernières zones agricoles sont situées au nord, à proximité de Saint-Sauveur et de Cépet.

#### Artisanat et industrie
Ce secteur tient une part importante à Bruguières, grâce à la présence de la zone Euronord sur la commune, comptant de grandes entreprises le long de l'autoroute.

#### Activités de service
Bruguières compte de nombreux commerces de proximité en centre-ville.

## Culture locale et patrimoine

### Lieux et monuments

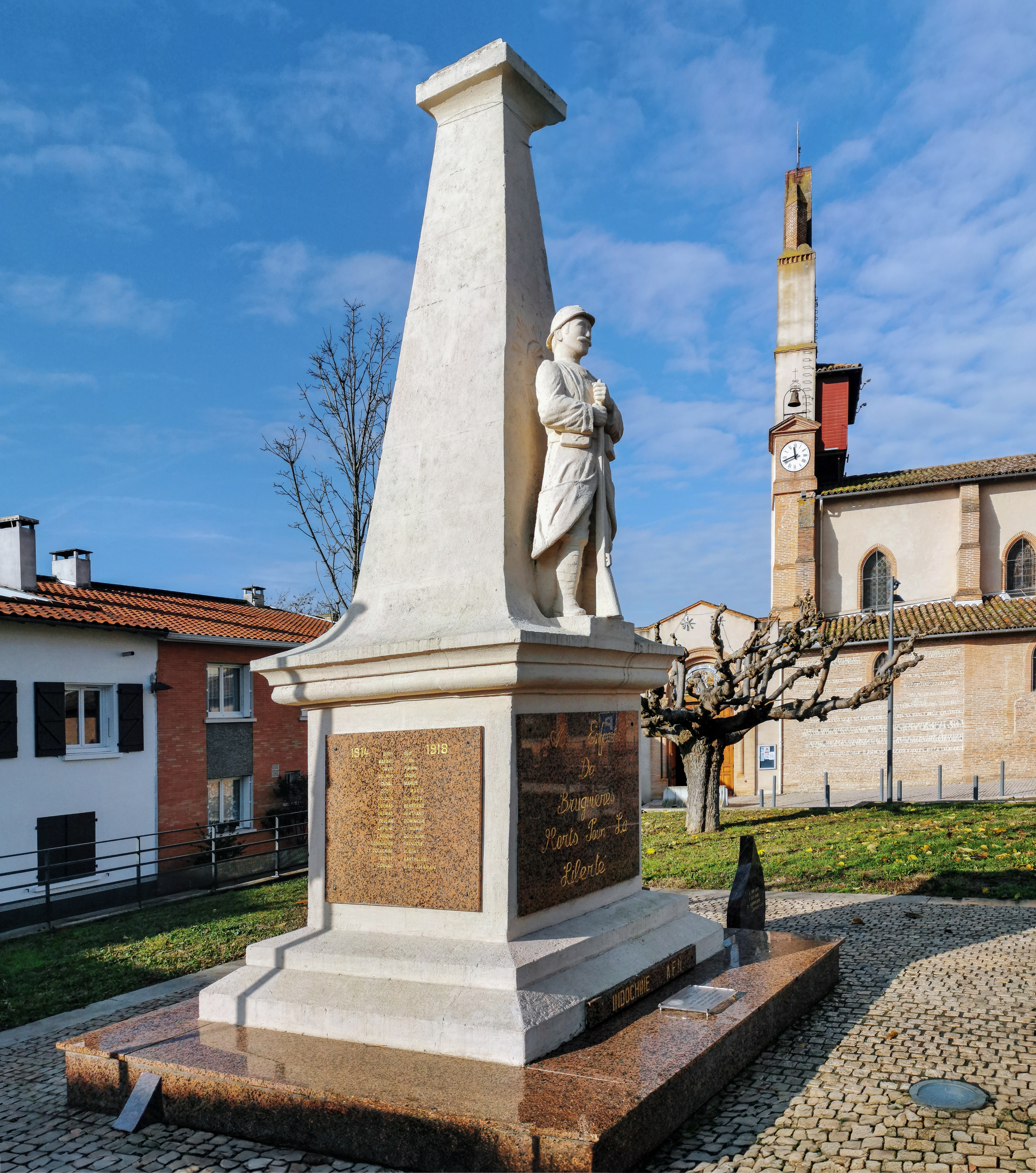
Le monument aux Morts

- Château de Bruguières, à côté de la mairie et datant du XVIIe siècle, malheureusement défiguré par l'extension ancienne de l’hôtel-restaurant occupant encore actuellement les murs. Une des quatre tours d'angle a disparu.
- Église Saint-Martin-et-Saint-Eutrope de Bruguières[48], dédiée à saint Martin et saint Eutrope. L'église est rebâtie en brique au XVIe siècle. Son clocher mur typique de la région toulousaine comporte 5 fenêtres. L'ancienne entrée (avant 1862) abrite un petit musée qui présente quelques vêtements et vases liturgiques. Mais surtout, elle expose la statue en bois polychrome de Notre-Dame de Grâce XIVe siècle. Cette statue, vénérée comme miraculeuse, est le seul vestige de la chapelle qui lui était dédiée en haut du village.

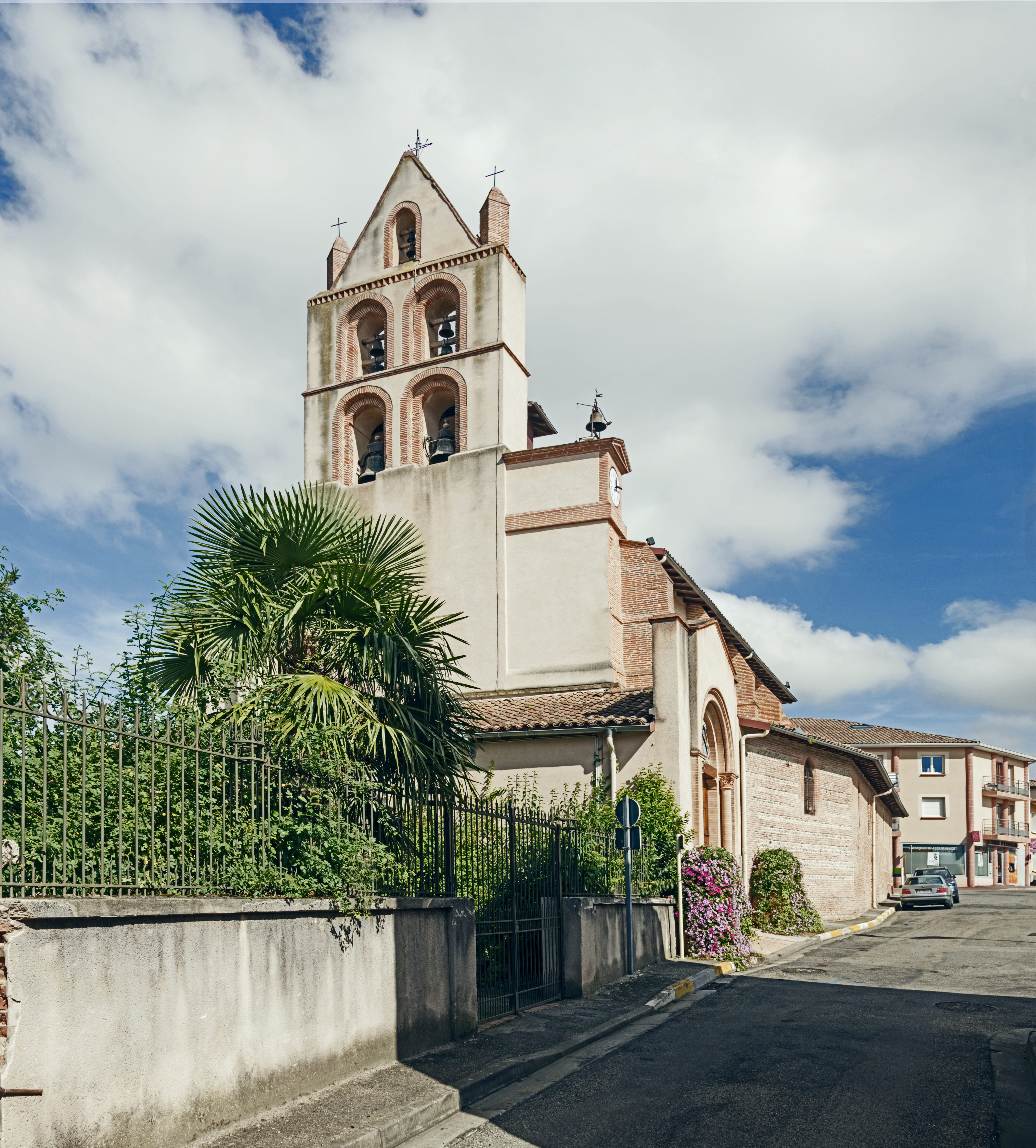
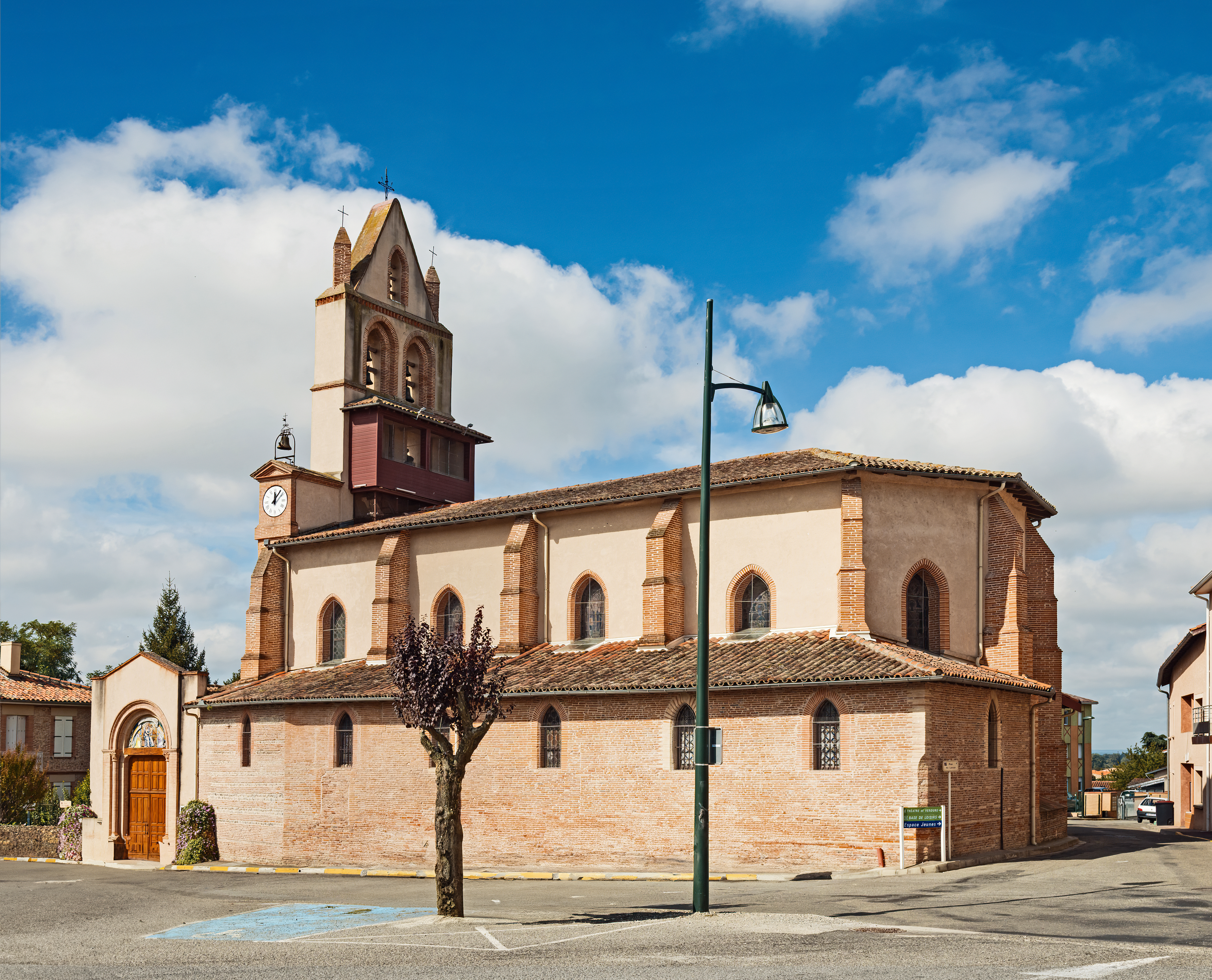
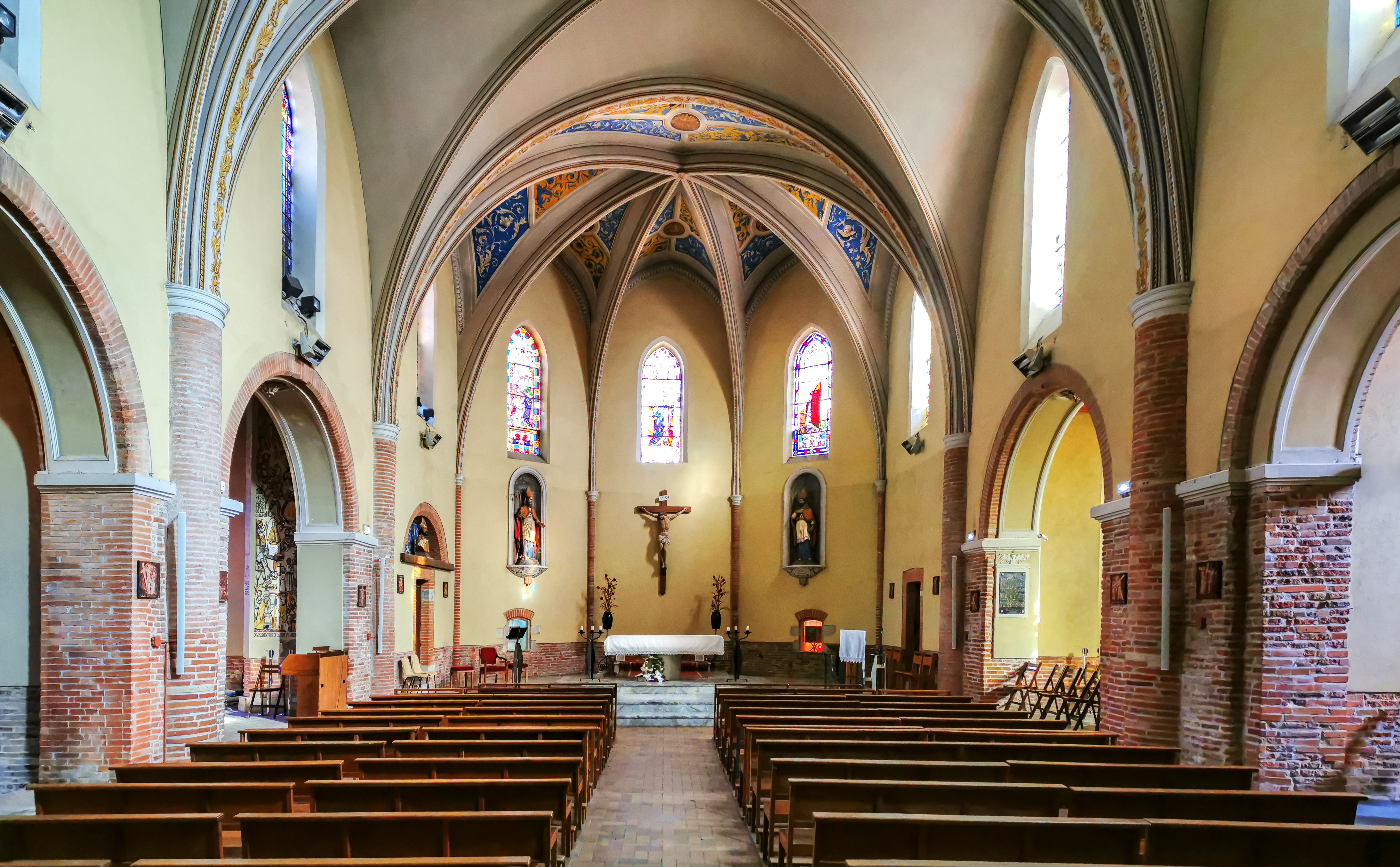
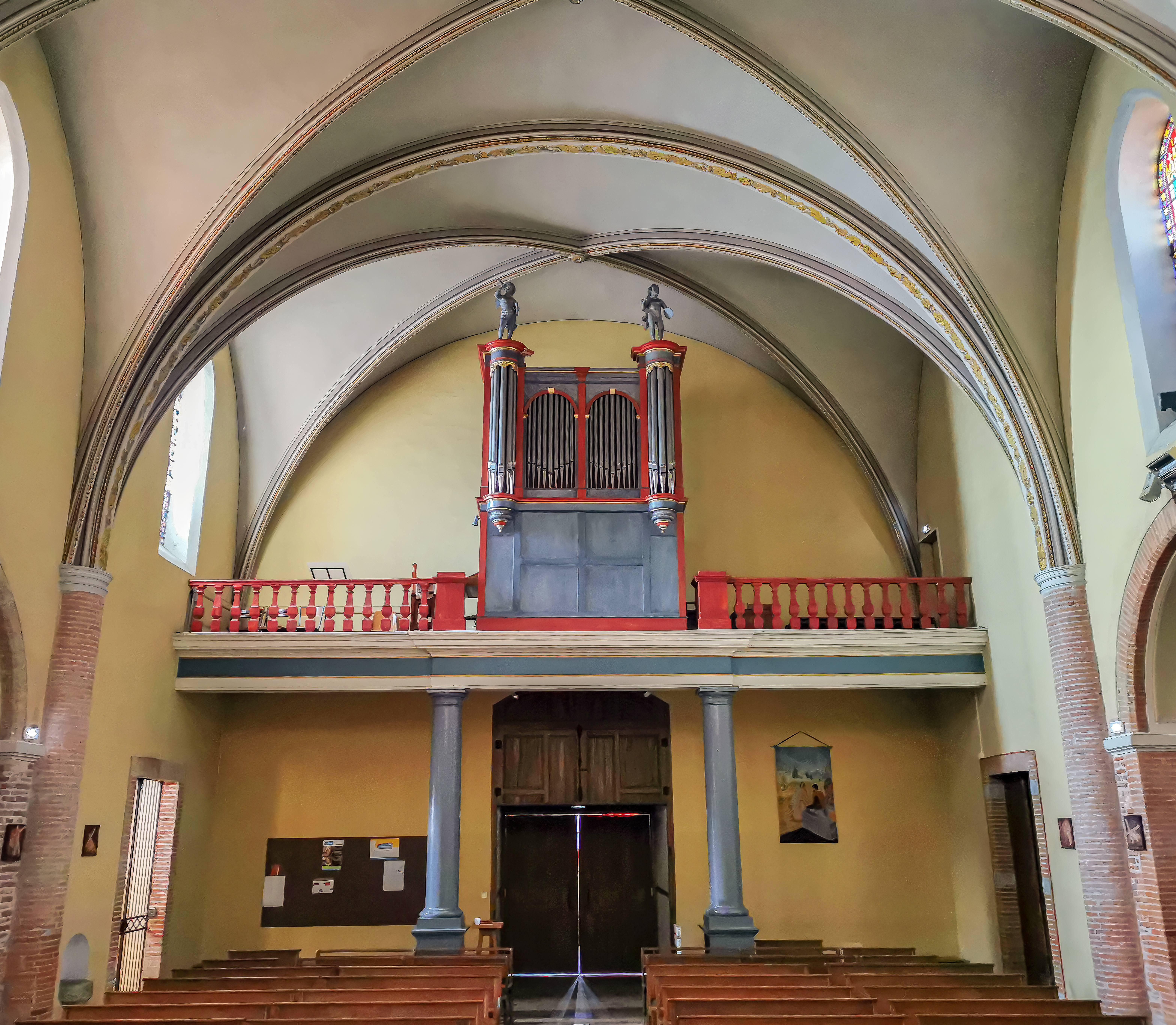
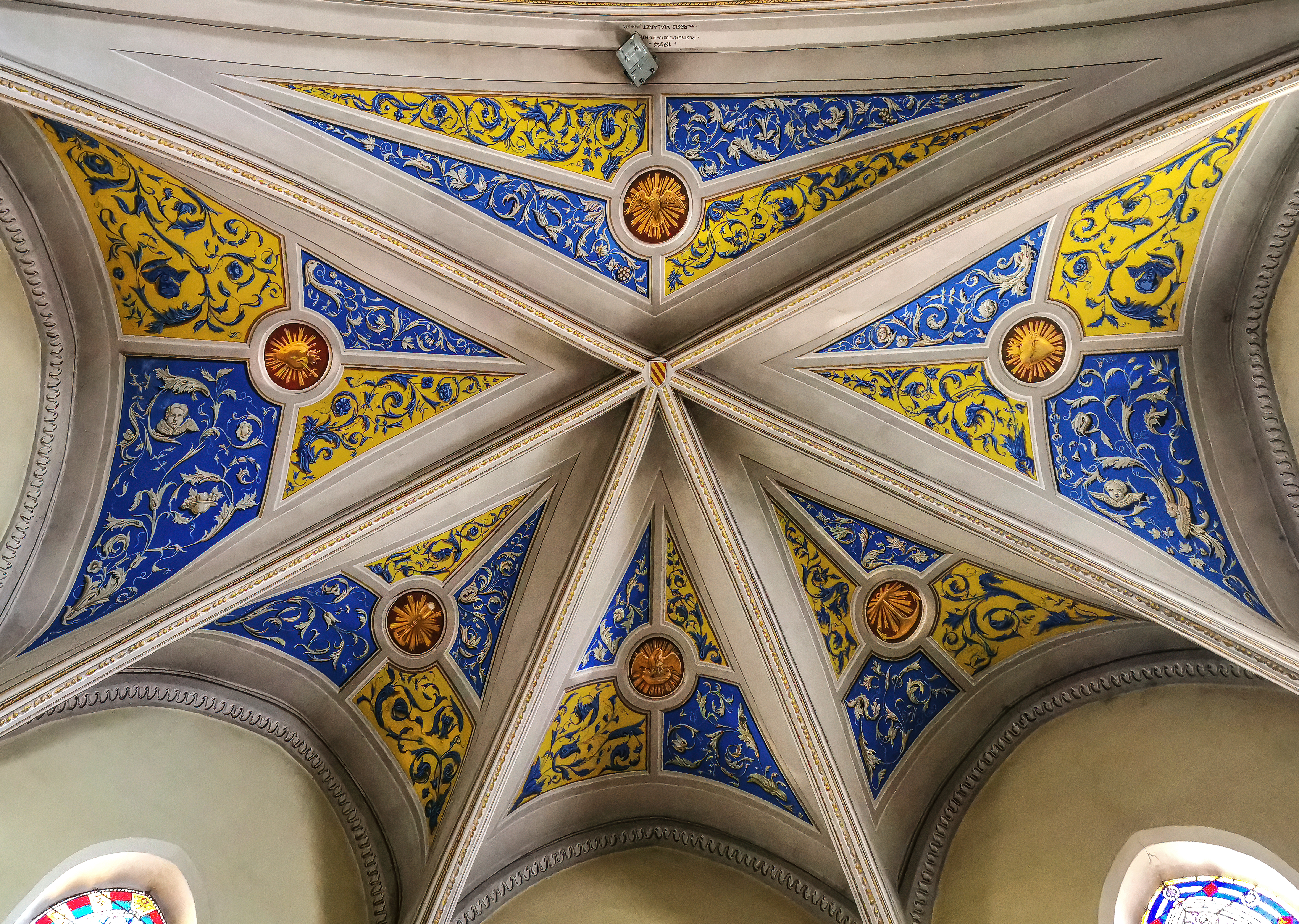

- Quartier Notre-Dame. Dans l'actuelle impasse du Prieuré s'élevait de 1450 à 1793, une vaste chapelle de briques (25 × 10 m) avec un clocher, dédiée à Notre-Dame de Grâce. Elle était, sur le point le plus haut du village, visible de fort loin. Le pèlerinage du 8 septembre prenant de l'ampleur, elle fut rebâtie en 1602. Puis en 1605, les frères dominicains fondèrent un vicariat (couvent annexe de celui de Toulouse). Ce bâtiment existe encore, contrairement à la chapelle qui a été entièrement détruite à la Révolution.

### Personnalités liées à la commune
- Germain-François-Marie Cucsac : bienfaiteur de la commune, il fonda l'hospice devenu depuis maison de retraite.

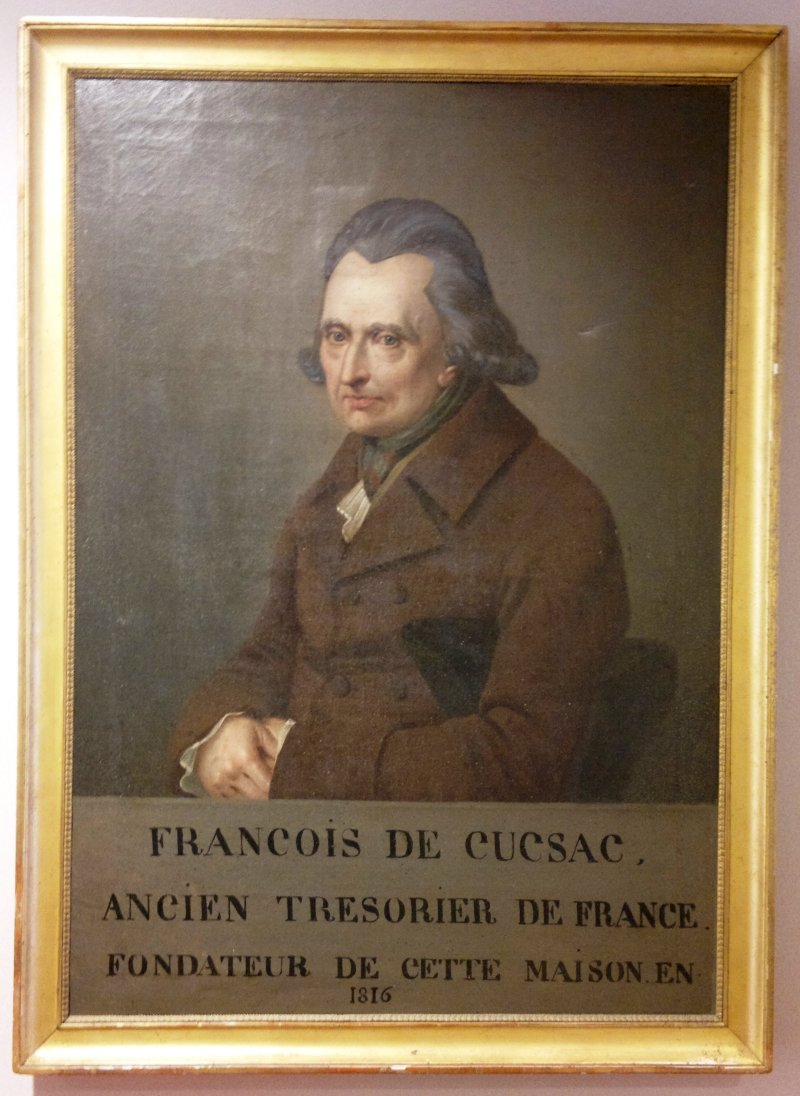
Germain-François-Marie de Cucsac.

Il était trésorier général de France. Il est mort à Toulouse le 7 avril 1809, place de la monnaie (actuelle place du Salin). Fils de Philippe Cucsac (né le 5 janvier 1679) et de Françoise d’Augery. Il succède en 1754 à son père. Sa mère, fille de Marguerite Augery de la Roquebouillac, avait de grands biens à Bruguières.
En 1789, trésorier honoraire, il fut convoqué à l’assemblée de la noblesse de Toulouse.
Il fit don à la cathédrale Saint-Étienne de Toulouse de grandes tapisseries des Gobelins qui sont toujours exposées dans la nef ancienne.
Son oncle, Germain Cucsac (1680-1743), juge garde de la monnaie fut capitoul en 1737. Deux de ses fils eurent des destins tragiques lors de la Révolution : Bernard-François Cucsac (1728- 2 septembre 1792) supérieur du séminaire Saint-Sulpice fut massacré à la prison des Carmes de Paris. Il a été béatifié pour cela. Un autre frère, Germain-Marie-Anne Cucsac (1735-1794), conseiller au Parlement, fit partie des 8 parlementaires toulousains guillotinés à Paris.
Germain-François-Marie Cucsac a réussi à sauver pendant la Révolution, les grands biens qu’il possédait à Bruguières et qu'il tenait surtout de sa mère. Il devait être célibataire.
Dans son testament du 5 Thermidor an 13 (21 juillet 1805) il demande « que soient formés les établissements de charité suivants :
1. Une maison de charité et de secours à domicile pour le soulagement des pauvres malades et infirmes et instruction des jeunes filles de Bruguières, Castelginest et Saint-Sauveur. Établissement desservi par 3 sœurs de Saint-Vincent de Paul.

- Une école gratuite dans la commune de Bruguières pour l’instruction des jeunes garçons pauvres desservie par un prêtre catholique payé 1 000 F par an.

1. Je veux que le surplus de mon hérédité serve de dotation à l’hospice que j’entends fonder au dit Bruguières »

Les héritiers de Germain-François-Marie Cucsac ont contesté ce legs. Un procès les opposa à la commune jusqu’en 1812. La maison de M. Cucsac (donnant sur l’actuelle rue des Sports) et son vaste jardin ont été alors transformés en 1816 en hospice et école de filles.

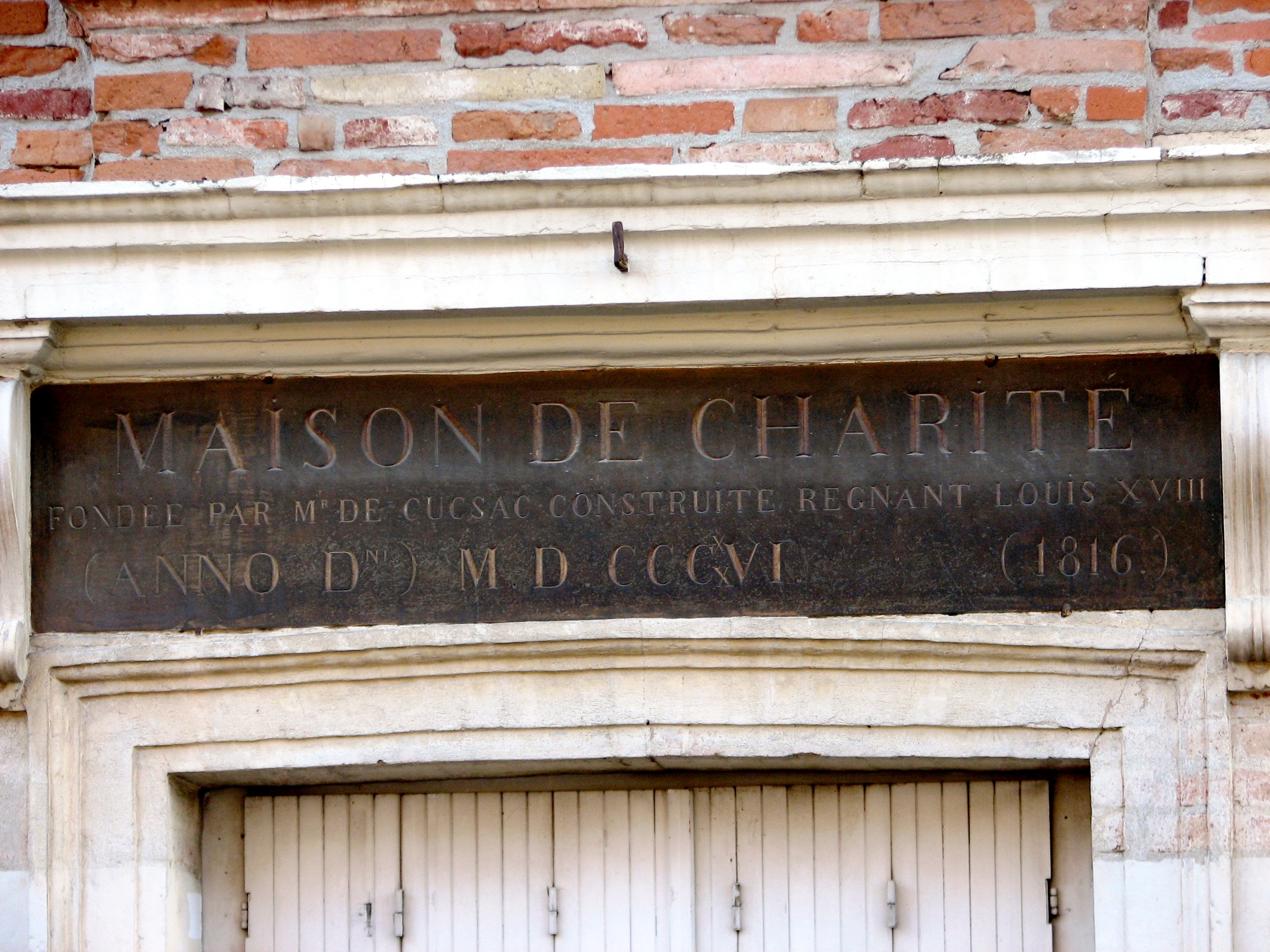
Maison de retraite de Bruguières.

Ce fut l’origine de la maison de retraite de Bruguières tenue du 1er juin 1817 jusqu’en septembre 2007 par les Sœurs de Saint Vincent de Paul. La communauté comptera jusqu’à dix sœurs. L’école a fonctionné jusqu'en 1955.
Le domaine de 150 ha appartenait alors au bureau de bienfaisance, ancêtre du CCAS de la commune. Ces terrains de Cap de Jouan et de Canet, un moulin à vent, et un four  étaient alors mis en fermage aux enchères (Journal de Toulouse |27/4/1826 et 6/4/1844 Bibliothèque municipale de Toulouse).
Une statue en l’honneur de Germain-François-Marie Cucsac s’élevait sur la place à l’emplacement de l’actuelle mairie.
Seule une rue de Bruguières rappelle son nom. Pourtant, la prospérité récente de la cité provient en grande partie des recettes fiscales issues de la zone industrielle bâtie sur ces terrains. Appartenant au CCAS, ils ont été mis en vente progressivement au profit de la maison de retraite. La nouvelle maison de retraite EHPAD Saint Vincent de Paul, gérée par la APAJH 31, et ouverte le 1er juin 2009 a été construite sur ce qui restait du jardin Cucsac.
« Décret impérial du 23 juillet 1810 qui autorise l’acceptation du legs fait par le sieur Cucsac au profit des pauvres des communes de Bruguières, Saint-Sauveur et Castelginest. »
- Alexandre Montariol, homme politique français.
- Benjamin Robert, athlète français, spécialiste du 800 mètres.

### Héraldique
| Bruguières | Son blasonnement est : écartelé : au premier et au quatrième d'azur à la croix cléchée, vidée, pommetée de douze pièces d'or, au second et au troisième de gueules aux trois bandes d'or. |

## Pour approfondir